# Shibetsu (Nemuro)
Shibetsu (japanska: 標津町?, Shibetsu-chō) är en landskommun (köping) i Hokkaido prefektur i Japan. 